# Movistar Open 1994
Il Movistar Open 1994 è stato un torneo di tennis giocato sulla terra rossa. È stata la 2ª edizione del torneo, che fa parte della categoria ATP World Series nell'ambito dell'ATP Tour 1994.Si è giocato a Santiago in Cile dal 24 al 31 ottobre 1994.

## Campioni

### Singolare maschile
Alberto Berasategui ha battuto in finale  Francisco Clavet con il punteggio di 6–3, 6–4

### Doppio maschile
Karel Nováček /  Mats Wilander hanno battuto in finale  Tomás Carbonell /  Francisco Roig con il punteggio di 4–6, 7–6, 7–6